# Apostolska nunciatura v Kolumbiji
Apostolska nunciatura v Kolumbiji je diplomatsko prestavništvo (veleposlaništvo) Svetega sedeža v Kolumbiji, ki ima sedež v Bogoti.
Trenutni apostolski nuncij je Luis Mariano Montemayor.

## Seznam apostolskih nuncijev
- Gaetano Baluffi (9. september 1836–27. januar 1842)
- Serafino Vannutelli (23. julij 1869–10. september 1875)
- Mario Mocenni (14. avgust 1877–28. marec 1882)
- Antonio Vico (24. november 1897–4. februar 1904)
- Francesco Ragonesi (14. september 1904–9. februar 1913)
- Alberto Vassallo-Torregrossa (25. november 1913–2. maj 1916)
- Enrico Gasparri (9. december 1915–1. september 1920)
- Paolo Giobbe (30. marec 1925–12. avgust 1935)
- Giuseppe Beltrami (15. november 1945–4. oktober 1950)
- Antonio Samorè (30. januar 1950–7. februar 1953)
- Paolo Bertoli (7. maj 1953–15. april 1959)
- Giuseppe Paupini (23. maj 1959–1969)
- Angelo Palmas (19. april 1969–2. september 1975)
- Eduardo Martínez Somalo (12. november 1975–5. maj 1979)
- Angelo Acerbi (14. avgust 1979–28. marec 1990)
- Paolo Romeo (24. april 1990–5. februar 1999)
- Beniamino Stella (11. februar 1999–13. oktober 2007)
- Aldo Cavalli (29. oktober 2007–16. februar 2013)
- Ettore Balestrero (22. februar 2013–6. julij 2018)
- Luis Mariano Montemayor (27. september 2018]] - danes)